# Sivoleđi zovoj
Sivoleđi zovoj (lat. Ardenna bulleri) je vrsta morske ptice iz porodice zovoja. Član je grupe Thyellodroma, zajedno s većim zovojima iz roda Ardenna, i formira supervrstu zajedno s klinorepim zovojom ("P." pacificus). 

## Opis
Dug je 46-47 cm, s rasponom krila 97-99 cm. Težak je 342-425 grama. Gornji dio tijela je plavkasto-siv, a donji dio uglavnom bijel. Srodan je bjelogrlom zovoju i pticama iz rodova Pterodroma i Pachyptila, ali su te ptice mnogo manje od njega.

## Vanjske poveznice
|  | Zajednički poslužitelj ima stranicu o temi Ardenna bulleri    |
|  | Zajednički poslužitelj ima još gradiva o temi Ardenna bulleri |
|  | Wikivrste imaju podatke o taksonu Ardenna bulleri             |